# Kommunionbank (Terdeghem)

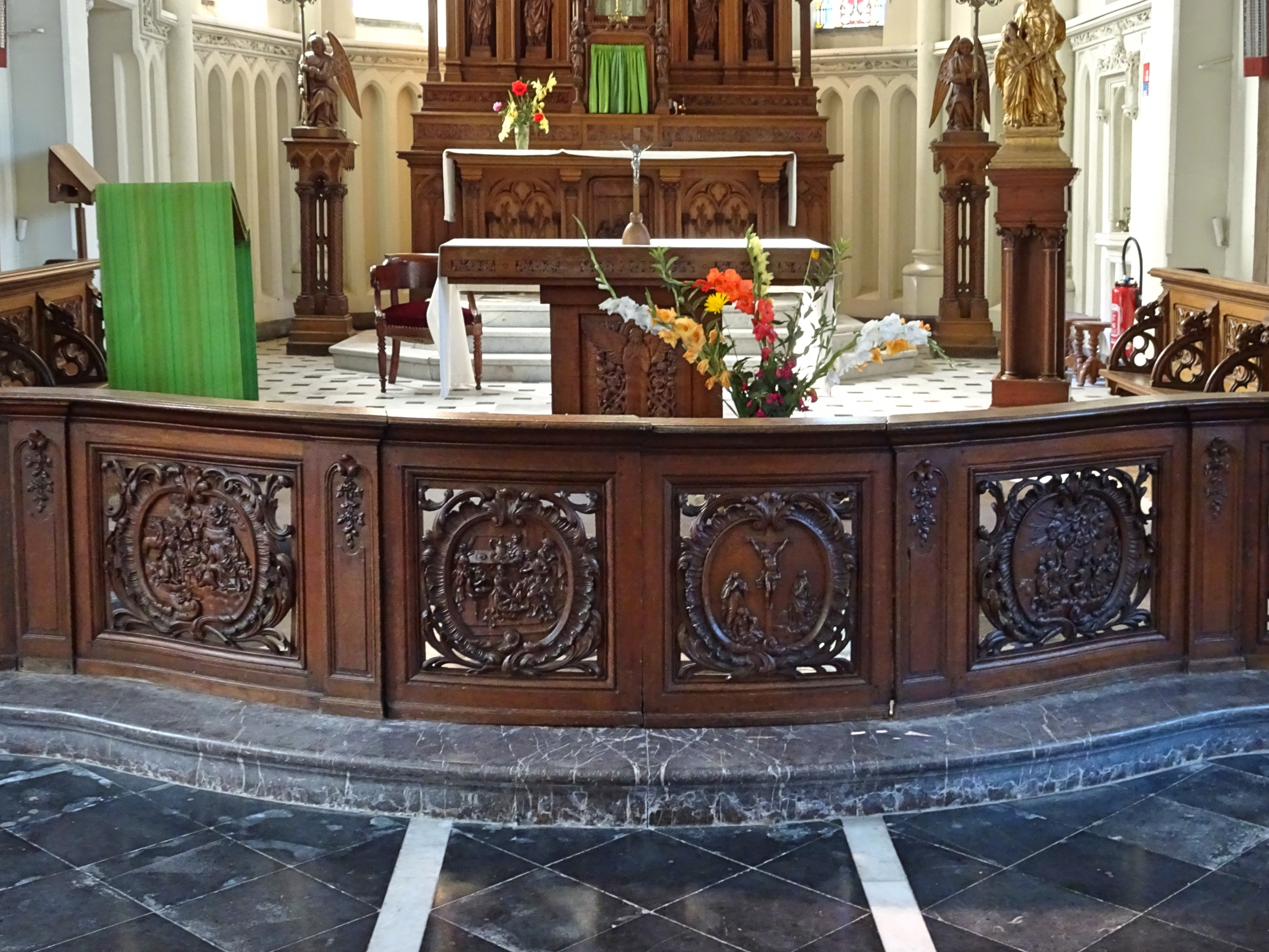
Kommunionbank in Terdeghem

Die Kommunionbank in der Kirche St-Martin von Terdeghem, einer französischen Gemeinde im Département Nord in der Region Hauts-de-France, wurde im 18. Jahrhundert geschaffen. Die Kommunionbank aus Eichenholz wurde im Jahr 1980 als Monument historique in die Liste der denkmalgeschützten Objekte (Base Palissy) in Frankreich aufgenommen.
Die 17 Meter breite und 80 cm hohe Kommunionbank im Stil Louis-quinze besitzt Schnitzereien mit der Darstellung des Lebens Jesu Christi: Geburt, Fußwaschung, Kreuzigung und Himmelfahrt.